# Dona Bailey
Pour les articles homonymes, voir Bailey.

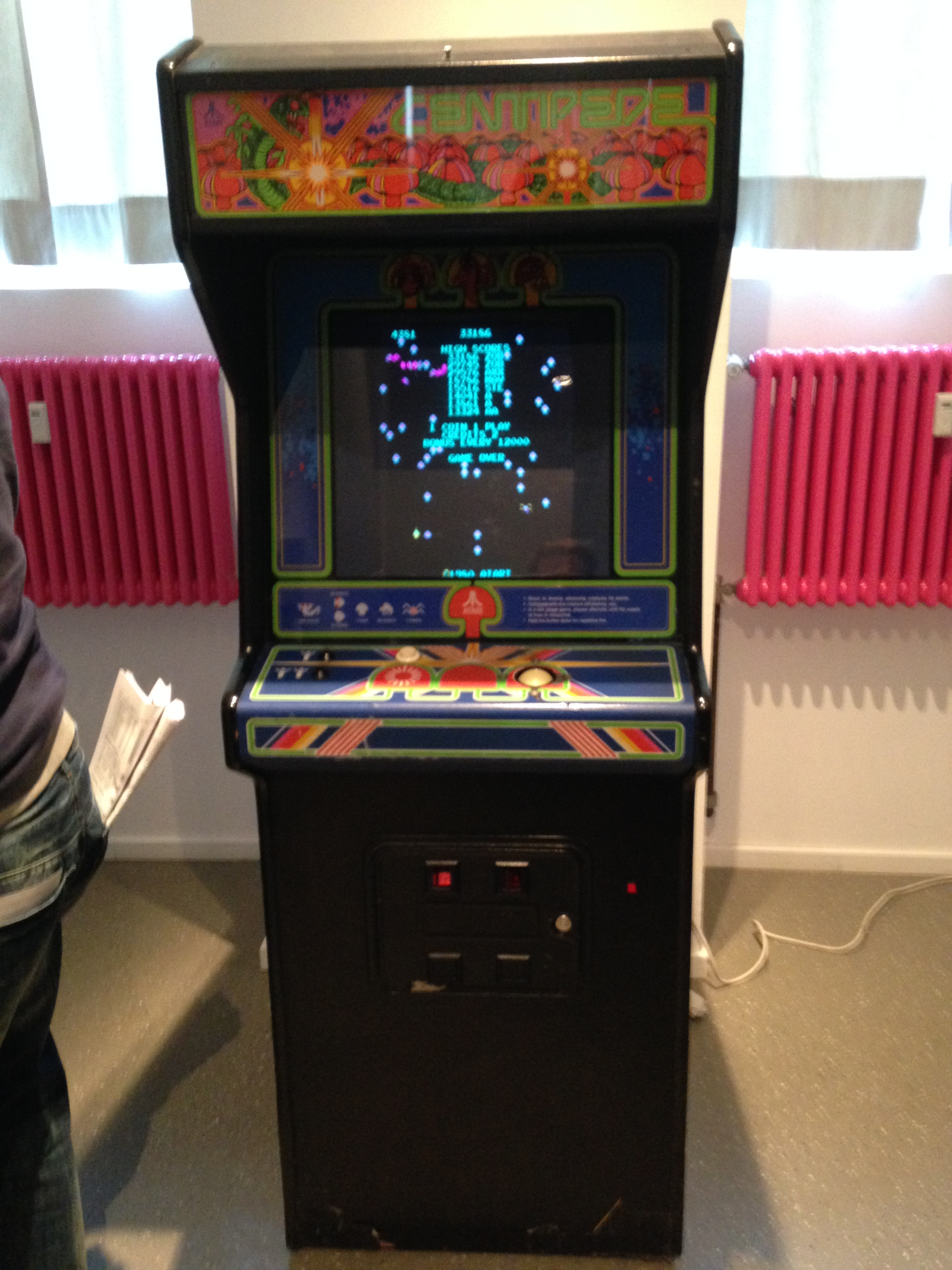
Dona Bailey a co-créé le jeu vidéo d'arcade Centipede en 1981.

Dona Bailey est une développeuse de jeux vidéo américaine et une enseignante qui a créé en 1981, avec Ed Logg, le jeu vidéo d'arcade Centipede,.

## Jeunesse et formation
Dona Bailey est née en 1955 à Little Rock dans l'Arkansas. Après avoir terminé le lycée en avance, elle commence à étudier à l'Université de l'Arkansas à Little Rock à l'âge de 16 ans. Elle suit une formation accélérée toute l'année durant, y compris l'été, et, à l'âge de 19 ans, elle finit diplômée avec un bachelor en psychologie, avec trois cursus secondaires en anglais, mathématiques et biologie. Elle poursuit ensuite sa formation en obtenant un master en mathématiques.

## Carrière
Bailey est embauchée par General Motors comme programmeuse junior en 1978 et formée à la programmation en langage assembleur. Elle y travaille pendant deux ans sur les écrans et les systèmes de régulation de vitesse basés sur des microprocesseurs. La première rencontre de Bailey avec les jeux vidéo survient lorsqu'elle entend la chanson Space Invader interprétée par The Pretenders. Un ami l'informe que cette chanson est inspirée du jeu vidéo d'arcade Space Invaders. Intriguée par ce qu'est un jeu vidéo, son ami la conduit dans un bar à proximité où se trouve une borne d'arcade Space Invaders. Bailey remarque que l'écran de Space Invaders ressemble à celui sur lequel elle travaille pour la Cadillac chez General Motors. Elle découvre par la suite qu'Atari utilise le même microprocesseur dans ses jeux. Elle décide alors de quitter General Motors pour déménager à Sunnyvale en Californie avec l'intention de travailler pour Atari.

### Atari
En 1980, Bailey rejoint la division des jeux d'arcade d'Atari, au sein de laquelle elle est la seule femme. Lors d'une interview, Bailey se rappelle qu'à l'époque Atari avait un carnet de possibles idées de jeux. Des quelque 30 entrées présentes dans le carnet, la seule qui ne parlait pas de "faire frire ou de tirer au laser sur des choses" était une courte description d'un insecte qui se serpentait vers le bas de l'écran. Elle se dit alors "Il n'y a rien de mal à tirer sur un insecte". 
Au sein d'une équipe de 4 personnes, elle devient le développeur et ingénieur logiciel de Centipede,. Ed Logg, un des managers d'Atari de l'époque, assigne à Bailey la tâche de programmer Centipede. Logg travaille sur le design du jeu, pendant que Bailey prend en charge "à peu près la moitié de la programmation". Centipede devient le deuxième jeu d'arcade d'Atari le plus rentable. En raison de la popularité du jeu, les lignes de production d'Atari sont obligées de travailler sur deux équipes pour suivre la demande.
Centipede est aussi une des premières machines d'arcade à avoir une base de joueuses significative. C'était intentionnel, du fait que le jeu a été développé par Logg et Bailey pour correspondre à un large public, pas uniquement aux hommes. Les couleurs pastels du jeu et son gameplay basé sur une trackball correspondent autant aux joueurs qu'aux joueuses. La palette de couleurs unique de Centipede est l'œuvre de Bailey. Alors que la plupart des jeux utilisent des couleurs vives, Bailey choisit une palette de couleurs pastel pour Centipede, à la suite d'un heureux incident survenu lors d'ajustements apportés au jeu par un technicien. Bailey se rappelle "J'étais devant la borne, en train de regarder les modifications qui défilaient sur l'écran alors qu'il travaillait. Soudain, les couleurs primaires habituelles sont devenues des couleurs pastels chaudes et vivantes que je n'avais encore jamais vues, et j'ai approuvé et demandé à notre technique de les garder." Après Centipede, Bailey travaille sur un jeu intitulé "Weather War", mais comme les processeurs de l'époque sont très limités, elle ne peut inclure dans le jeu tout ce qu'elle a prévu,. Bailey quitte Atari avant que le jeu soit terminé.

### L'après Atari
Bailey quitte Atari en 1982 et part travailler chez Videa (renommée plus tard Sente Technologies), fondée par trois anciens employés d'Atari. Chez Videa, un des jeux sur lequel elle travaille et qui ne dépasse pas l'étape du prototype est un jeu qu'elle appelle "The Glass Bead Game", d'après la nouvelle du même nom d'Hermann Hesse. Elle travaille par la suite sous contrat pour Activision, sur Computer Theatre, un jeu d'aventure non linéaire proche des livres dont vous êtes le héros destiné au Commodore 64 et réalisé en collaboration avec Paul Allen Newell, qui restera à l'état de prototype avancé,. En 1985, quand elle quitte Activision, elle décide d'abandonner purement et simplement l'industrie du jeu vidéo.
En 1997, Bailey retourne dans l'Arkansas pour s'occuper de ses parents vieillissants. À 48 ans, Bailey décroche deux nouveaux masters, le premier en formation à l'ingénierie pédagogique et le deuxième en écriture technique et professionnelle,. En 2007, elle est oratrice principale à la Women in Games International Conference. En 2008, Bailey rejoint le département rhétorique et écriture de l'Université de l'Arkansas à Little Rock où elle enseigne jusqu'à sa retraite. En complètement de cours d'écriture, Bailey enseigne également le multimédia et l'utilisation du logiciel 3dsmax,.

### Années récentes
En avril 2013, Dona Bailey est invitée pour un discours à l'Indie Tech Talk, une lecture publique présentée par le Game Innovation Lab de la Tandon School of Engineering de l'Université de New York. 
En septembre 2015, elle est invitée pour un discours au Venture Center à Little Rock dans l'Arkansas pour leur événement technique mensuel, Code•IT!.
En novembre 2018, Dona Bailey est une invitée d'honneur aux côtés de Bonnie Ross, Brenda Laurel, Megan Gaiser, Amy Hennig, Susan Jaekel, Jen MacLean (en), Sheri Graner Ray (en) et Victoria Van Voorhis lors du panel "Women in Games: Inspire!", pendant la première exposition annuelle "Women in Games" au Strong National Museum of Play à Rochester dans l'état de New York,. Le panel représente l'événement d'ouverture de l'exposition qui célèbre les contributions féminines dans l'industrie du jeu vidéo.
En 2019, Bailey écrit un scénario appelé Sunnyvale basé sur son expérience en tant que programmeuse sur Centipede chez Atari, et essaie de le faire produire. Elle écrit également des scénarios pour d'autres projets narratifs.

## Récompenses
En 2013, elle reçoit le Women in Gaming Lifetime Achievement Award.